# Josef Dadok
Josef Dadok (28. února 1926, Dětmarovice – 4. října 2024, Bloomington) byl český vědec, fyzik a konstruktér v oboru nukleární magnetické rezonance.
V roce 1960 zkonstruoval ing. Josef Dadok první NMR spektrometr v Československu. V roce 1967 odjel na studijní pobyt do Spojených států, vzhledem k politickému vývoji po srpnu 1968 se nevrátil a nastoupil jako profesor na Carnegie Mellon University v Pittsburghu. Zde v roce 1977 vyvinul první supravodivý magnet a pomocí něj o rok později supravodivý NMR spektrometr, který byl až do roku 1986 nejvýkonnějším systémem pro spektroskopii vysokého rozlišení na světě.

## Život
Josef Dadok se narodil v Dětmarovicích 28. února 1926. V roce 1937 nastoupil ke studiu českého a později polského  gymnázia v Orlové, studium byl ale kvůli válce nucen přerušit a vydělával si jako listonoš. Otec Josef Dadoka s v roce 1942 pod nátlakem přihlásil k Volksliste, kvůli čemuž byl Josef Dadok v roce 1944 odveden německou armádou. Dostal se s ní na západní frontu, odkud zběhl k anglické armádě a odtud do československé zahraniční armády, kde sloužil jako instruktor radistů. Po válce dokončil středoškolské studium externí maturitou na reálném gymnáziu v Ostravě. Po maturitě nastoupil na Vysokou školu technickou Dr. Edvarda Beneše v Brně, obor elektrotechnik. Brzy se začal specializovat na vysokofrekvenční elektrotechniku. Ještě před ukončením základního kurzu se stal vyučujícím odborným asistentem prof.Aleše Bláhy. Z politických důvodů ale nesměl na škole pokračovat, neboť odmítl vstoupit do KSČ a tak v roce 1951 nastoupil jako vedoucí vývojové skupiny pro vysokofrekvenční měřicí přístroje v národním podniku Tesla Brno. V roce 1953 odešel z Tesly do nově založených Vývojových dílen ČSAV (později Ústav přístrojové techniky). Zde v roce 1963 dokončil vědeckou kandidaturu se závěrečnou prací na téma "Mezní citlivost a rozlišovací schopnost spektrometru jaderné magnetické rezonance".

## Průkopnické práce na ČSAV
Ještě před dokončením vědecké kandidatury zkonstruoval Josef Dadok NMR spektrometr s kmitočtem 30 MHz, první v Československu. V následujících letech stál u vývoje dalších NMR spektrometrů pracujících na kmitočtech 40 až 80 MHz. Velkým Dadokovým úspěchem bylo rychlé zavedení NMR spektrometrů do sériové výroby v Tesle Brno. Československo se tak stalo po USA a Japonsku třetí zemí, kde se NMR spektroskopy vyráběly, a první zemí v tzv. Východním bloku. Výroba NMR spektroskopů pokračovala v Brně až do roku 1992. Poslední spektrometr, na jehož vývoji se Josef Dadok podílel, byl typ TESLA BS 487 s kmitočtem 80 Hz, oceněný roku 1968 zlatou medailí na brněnském strojírenském veletrhu.
V roce 1967 byla na Ústavu přístrojové techniky založena laboratoř nízkých teplot, zaměřená na výzkum a vývoj supravodivých magnetů pro NMR. Po odchodu Josef Dadoka do USA výzkum a vývoj v oblasti NMR spektroskopie na Ústavu přístrojové techniky pokračoval. V současnosti ve výzkumu navazuje skupina Magnetická rezonance a Kryogenika, rozdělená na dvě vědeckovýzkumná oddělení: Magnetická rezonance a Kryogenika a supravodivost.